# Chapelle-Guillaume
Chapelle-Guillaume – miejscowość i gmina we Francji, w Regionie Centralnym, w departamencie Eure-et-Loir.
Według danych na rok 1990 gminę zamieszkiwało 190 osób, a gęstość zaludnienia wynosiła 10 osób/km² (wśród 1842 gmin Regionu Centralnego Chapelle-Guillaume plasuje się na 949. miejscu pod względem liczby ludności, natomiast pod względem powierzchni na miejscu 694.).